# مجلس استثمار التوفير الفيدرالي للتقاعد
تأسس مجلس استثمار التوفير للتقاعد الفيدرالي كوكالة مستقلة لحكومة الولايات المتحدة بموجب قانون نظام تقاعد الموظفين الفيدرالي لعام 1986. ولديه ما يقرب من 270 موظفًا. تم تأسيسها لإدارة خطة التوفير، وهي خطة مدخرات واستثمار تقاعد للموظفين الفيدراليين وأعضاء الخدمات النظامية، بما في ذلك الاحتياطي الجاهز. خطة التوفير هي خطة مساهمة محددة مؤجلة الضريبة مماثلة لخطة القطاع الخاص 401 (ك). خطة التوفير التوفير هي أحد الأجزاء الثلاثة من نظام تقاعد الموظفين الفيدراليين ، وهي أكبر خطة مساهمة محددة في العالم مع أكثر من 5 ملايين مشارك وأصول تزيد قيمتها عن 500 مليار دولار. يتم ترشيح أعضاء مجلس الإدارة ورئيسه من قبل الرئيس ويصادق عليهم مجلس الشيوخ الأمريكي. الرئيس الحالي هو مايكل كينيدي، رافيندرا ديو هو المدير التنفيذي.

## وصلات خارجية
- موقع مجلس إستثمار التوفير للتقاعد الفيدرالي